# Nová Ves u Chotěboře
Nová Ves u Chotěboře (německy Neudorf) je obec v okrese Havlíčkův Brod v Kraji Vysočina. Žije zde 542 obyvatel. Obcí protéká Novoveský potok, který je levostranným přítokem řeky Doubravy.

## Historie
První písemná zmínka o vesnici pochází z roku 1347.

## Přírodní poměry
Do východního cípu katastrálního území zasahuje přírodní rezervace Svatomariánské údolí.

## Obyvatelstvo
| Rok            | 1869 | 1880  | 1890 | 1900  | 1910  | 1921  | 1930 | 1950 | 1961 | 1970 | 1980 | 1991 | 2001 | 2011 | 2021 |
| -------------- | ---- | ----- | ---- | ----- | ----- | ----- | ---- | ---- | ---- | ---- | ---- | ---- | ---- | ---- | ---- |
| Počet obyvatel | 981  | 1 085 | 979  | 1 011 | 1 010 | 1 001 | 958  | 736  | 815  | 715  | 630  | 576  | 553  | 575  | 540  |
| Počet domů     | 149  | 152   | 153  | 148   | 150   | 156   | 170  | 187  | 174  | 160  | 163  | 190  | 191  | 194  | 197  |

## Obecní správa
Mezi lety 1869–1988 Nová Ves u Chotěboře byla obcí v okrese Chotěboř (1869–1950) a později v okrese Havlíčkův Brod. Od 1. ledna 1989 do 23. listopadu 1990 patřila jako část města k Chotěboři a od 24. listopadu 1990 je opět samostatnou obcí.

### Části obce
- Nová Ves u Chotěboře
- Nový Dvůr

#### Místní části
- Bezlejov
- Kohoutov
- Podlesí
- Skuhrovec
- Zastrání[8]

### Obecní symboly
Znak a vlajka byly obci uděleny rozhodnutím předsedy Poslanecké sněmovny Parlamentu České republiky dne 25. listopadu 2003.

## Školství
- Základní škola Nová Ves u Chotěboře
- Dětský domov

## Pamětihodnosti
- Zámek Nová Ves
- Kostel svatého Jana Nepomuckého z roku 1816
- Pomníky padlým v první[10] a druhé světové válce,[11] vedle školy

## Osobnosti
- Jaroslav Fidra (1909–1982), architekt